# Eduard Huschke
Carl Eduard August Huschke (* 8. Januar 1804 in Greußen; † 15. Juli 1887 ebenda) war ein deutscher Verwaltungsjurist und Politiker.

## Leben
Eduard Huschke war der jüngste Sohn des Kaufmanns Johann August Friedrich Huschke (1755–1835) in Greußen und dessen Ehefrau Sophie Elisabeth Cordula geb. Fröschl (1757–1823), Tochter des Pfarrers Johann Wilhelm Christian Fröschel in Trebra. August Huschke war der erste Sohn von Johann Georg Huschke (1717–1809) und seiner Ehefrau Martha Sophie geb. Heßler (1735–1811). Johann Georg wanderte als Bäckergeselle aus Greußen in die Niederlande, lebte 1738 bis 1752 als Bäcker und Soldat auf Java und kehrte wohlhabend nach Greußen zurück. Nach dem erstgeborenen August hatte er weitere Söhne, darunter Immanuel Gottlieb (1761–1828), der Professor in Rostock wurde, und Carl Gottfried (1763–1827), der 1804 ein Rittergut in Völkershausen erwarb.
Eduard Huschke verehelichte sich am 13. April 1830 in Hannoversch Münden mit Sophie Julie Huschke (* 16. Februar 1809 in Völkershausen; † 16. Februar 1831 in Greußen), Tochter seines Onkels Carl in Völkershausen. Sie starb bei der Geburt ihres ersten Kindes. Eduard heiratete in zweiter Ehe am 20. Januar 1833 in Westerengel Charlotte Auguste Franke (* 26. Februar 1804 in Greußen; † 8. September 1874 in Ebeleben), Tochter des Pfarrers Carl Friedrich Leberecht Franke in Gehofen. Aus der zweiten Ehe ging der Sohn Bruno Huschke (1836–1910) hervor.
Huschke studierte von 1823 bis 1826 Rechtswissenschaft in Jena und Rostock. 1826 bis 1841 (und noch einmal von Mai bis Juli 1848) war er Regierungsadvokat in Greußen. Von 1838 bis 1841 war er Stadtsyndikus und von Januar 1841 bis März 1848 und erneut ab August 1848 Bürgermeister von Greußen.
Nach einer Verwaltungsreform 1850 war er ab Juli Landrat des Greußener Bezirks und ab September 1857 Landrat des neugebildeten Bezirks Ebeleben.
Er ging im August 1877 in den Ruhestand.
Politisch war er ein Gegner des Märzministeriums unter Friedrich Chop und Parteigänger von Albert von Holleuffer. Vom 31. August 1843 bis zum 20. März 1848, vom 29. Dezember 1851 bis zum 23. Mai 1853 und vom 4. Juni 1857 bis zum 31. Dezember 1883 war er Abgeordneter im Landtag des Fürstentums Schwarzburg-Sondershausen. Im Landtag war er vom 9. bis 13. September 1843 stellvertretender Landtagsdirektor und vom 13. September 1843 bis zum 20. Dezember 1844 und vom 28. Juni 1847 bis zum 20. März 1848 Landtagsdirektor (was dem Landtagspräsidenten entsprach). Vom 5. Januar bis 31. Juli 1852, vom 4. bis 30. Juni 1857, vom 8. September bis zum 22. Dezember 1859, vom 25. November bis zum 17. Dezember 1861, vom 13. Juli bis zum 5. August und vom 30. November bis zum 31. Dezember 1863 war er erneut Landtagspräsident. Vom 8. September bis zum 31. Dezember 1859 war er Alterspräsident.

## Auszeichnungen
- Fürstlicher Rat (1840);[12] Justizrat (1844);[13] Geheimer Regierungsrat (1876).[14]
- Schwarzburgisches Ehrenkreuz III. Klasse (1857)[15] und II. Klasse (1862).[16]
- Roter Adlerorden III. Klasse (1858).[17]
- Herzoglich Sachsen-Ernestinischer Hausorden Ritterkreuz (1861)[18] und Komturkreuz II. Klasse (1876).[14]
- Ehrenbürger der Stadt Greußen (1876).

## Nachweise
1. ↑  Sein ältester Bruder Ernst August Huschke (1791–1842) war Bürgermeister in Greußen und Regierungs- und Konsistorialrat in Sondershausen. (Fürstlich Schwarzb. Regierungs- und Intelligenz-Blatt vom 27. September 1835, Nr. 39.)
2. ↑  Johann Georg Huschke war ein Nachfahre in 3. Generation eines Hans Andreas Huschke († 1679), der 1658 erstmals in Greußen nachgewiesen ist. Johann Gottfried Huschke (1733–1800), der Vater von Wilhelm Ernst Christian Huschke (1760–1828), gehörte ebenfalls zu dessen Nachfahren in dritter Generation.
3. ↑  eingeschrieben am 3. Mai 1823 als „Fr. Eduard. Aug. Huschke“ (Matrikel der Universität Jena 1801‒1854, S. 158).
4. ↑  Regierungs- und Intelligenz-Blatt vom 30. September 1826, S. 313.
5. ↑  Fürstlich Schwarzb. Regierungs- und Intelligenz-Blatt vom 13. Mai 1848, S. 179.
6. ↑  Fürstlich Schwarzb. Regierungs- und Intelligenz-Blatt vom 24. Februar 1838, S. 65.
7. 1 2  Fürstlich Schwarzb. Regierungs- und Intelligenz-Blatt vom 9. Januar 1841, S. 11, und vom 12. August 1848, S. 325.
8. 1 2 3  Nach heftiger Kritik aus der Bürgerschaft trat Huschke am 20. März von allen Ämtern zurück: Fürstlich Schwarzb. Regierungs- und Intelligenz-Blatt vom 18. und 25. März, S. 100 und 104; Landtagsprotokoll vom 20. März, S. 311f.
9. ↑  Fürstlich Schwarzb. Regierungs- und Intelligenz-Blatt vom 22. Juni 1850, S. 260, und 12. September 1857, S. 459.
10. ↑  Regierungs- und Nachrichtsblatt für das Fürstenthum Schwarzburg-Sondershausen vom 31. Juli 1877, S. 361; Abschiedsgruß am 8. September, S. 432.
11. ↑  Vgl. [Bruno Huschke]: Das Jahr 1848. In: Der Deutsche. Sondershäuser Tageblatt 1903 Nr. 83.
12. ↑  Fürstlich Schwarzb. Regierungs- und Intelligenz-Blatt vom 21. März 1840, S. 89.
13. ↑  Fürstlich Schwarzb. Regierungs- und Intelligenz-Blatt vom 20. Juli 1844, S. 297.
14. 1 2  Regierungs- und Nachrichtsblatt für das Fürstenthum Schwarzburg-Sondershausen vom 26. September 1876, S. 461.
15. ↑  Bei der ersten Verleihung des neu gestifteten Ehrenzeichens: Fürstlich Schwarzb. Regierungs- und Intelligenz-Blatt vom 8. August 1857, S. 391f.
16. ↑  Der Deutsche. Sondershäuser Zeitung 1862 Nr. 114.
17. ↑  Fürstlich Schwarzb. Regierungs- und Intelligenz-Blatt vom 20. November 1858, S. 505.
18. ↑  Der Deutsche. Sondershäuser Zeitung 1861 Nr. 94.

| Personendaten    | Personendaten                             |
| ---------------- | ----------------------------------------- |
| NAME             | Huschke, Eduard                           |
| ALTERNATIVNAMEN  | Huschke, Carl Eduard August               |
| KURZBESCHREIBUNG | deutscher Verwaltungsjurist und Politiker |
| GEBURTSDATUM     | 8. Januar 1804                            |
| GEBURTSORT       | Greußen                                   |
| STERBEDATUM      | 15. Juli 1887                             |
| STERBEORT        | Greußen                                   |